# Gregorius (voornaam)
Gregorius is een jongensnaam afkomstig uit het Latijn, en ontleend aan het Griekse Gregorios. Dit is afgeleid van gregoros, dat "oplettend" of "alert" betekent. In de volksetymologie werd echter een link gelegd met herder, reden waarom dit een populaire naam werd van priesters, monniken en zestien pausen. Daardoor dragen ook veel heiligen deze naam.
In Nederland was de naam vooral in de periode van 1944 tot en met 1966 in zwang. Later werden andere varianten op de naam populairder. Deze periode valt samen met periode waarin de populariteit van acteur Gregory Peck een hoogtepunt bereikte. In de Verenigde Staten was dit ook de periode waarin het Engelstalige equivalent Gregory populair werd, hoewel de populariteit daar langer aanhield dan in Nederland.
Er zijn vele varianten, zoals Gregory, Greg(o)or, Greg(g), Gregie